# Sumako Matsui
Sumako Matsui (松井 須磨子, Matsui Sumako), née le 1er novembre 1886 et morte le 5 janvier 1919, est une actrice et chanteuse japonaise.

## Biographie
Née Masako Kobayashi dans le quartier Matsushiro de Nagano dans la préfecture de Nagano cinquième fille et dernière des neuf enfants de Tohta Kobayashi, elle est adoptée par la famille Hasegawa de Ueda à l'âge de six ans. Elle retourne dans sa famille biologique après le décès de son père d'adoption mais l'année de son retour, son père naturel meurt lui aussi. Elle déménage à Tokyo à l'âge de dix-sept ans.
Elle se marie en 1903, selon un arrangement conclu par ses parents mais divorce dans l'année.
En 1908, elle épouse Seisuke Maezawa, originaire du même village qu'elle, et, en 1909, rejoint la troupe théâtrale nouvellement créée par
l'écrivain Tsubouchi Shōyō et divorce de Maezawa en octobre 1910.
Matsui devient célèbre, en 1911, avec son interprétation de Nora dans la pièce Une maison de poupée d'Henrik Ibsen. En 1913, après avoir fondé la troupe Geijutsu-za, avec l'écrivain et dramaturge de shingeki Hōgetsu Shimamura, elle devient une actrice renommée grâce à sa performance dans le rôle de Katusha, protagoniste du roman Résurrection de Léon Tolstoï (traduit et adapté par Shimamura). La Chanson de Katyusha, écrite par Shinpei Nakayama, qu'elle chante dans le film  est un énorme succès qui se vend à plus de 20 000 exemplaires, à l'époque. Elle passe pour la première chanson du genre ryūkōka.
Après la mort de Shimamura de la grippe espagnole, le 5 novembre 1918, elle se suicide par pendaison, le 5 janvier 1919.
Le souhait de Matsui d'être enterrée aux côtés de Shimamura, avec qui elle avait eu une liaison, n'est pas accordé et sa tombe se trouve avec sa famille dans sa ville natale de Matsushiro. Des restes sont également inhumés dans le temple Tamon dans l'arrondissement Shinjuku de Tokyo.
La même année, en 1947, deux films sortent prenant pour thème la relation entre Sumako Matsui et le dramaturge Hōgetsu Shimamura, il s'agit de L'Amour de l'actrice Sumako de Kenji Mizoguchi avec Kinuyo Tanaka et L'Actrice (ja) de Teinosuke Kinugasa avec Isuzu Yamada,.